# Carrer de Sant Gervasi de Cassoles
El carrer de Sant Gervasi de Cassoles és un carrer de la ciutat de Barcelona, que es troba al barri de Sant Gervasi - la Bonanova del districte de Sarrià - Sant Gervasi. La via interurbana era l'antic camí que unia els municipis de Barcelona i Sant Gervasi de Cassoles, que anava fins a la parròquia dels sants Gervasi i Protasi i el castell adjunt (actual plaça de la Bonanova), continuant més amunt fins a la torre Bellesguard. A mitjana alçada d'aquest carrer es troba el centre cívic Vil·la Florida i la principal entrada de la Biblioteca Joan Maragall, que hi és dins.

## Història
Considerat l'eix central del nucli antic del poble, rebé el nom de «carrer Major» el 20 de gener de 1853. L'any 1844 es feien les reunions del consistori en una ruïnosa sala d'una antiga fonda, que es va tractar d'ampliar i, a més a més, utilitzar com a presó. A finals de 1850 aquella fonda, que s'anomenava Hostal Vell, fou habilitada a més a més com a escola i habitatge del mestre. A inicis de 1853, l'escorxador estava situat en el carrer Major i llençava totes les seves restes fecals al carrer, fet que li generava una pudor insuportable. Davant d'aquest problema, el consistori decidí reconvertir l'escorxador en la Casa de la Vila i traslladar aquest a l'antic i malmès Hostal Vell. No fou fins al 1884 que es construí la nova Casa Consistorial i escorxador, situats entre el carrer Major i la plaça de Joaquim Folguera. Tot el conjunt fou enderrocat i substituït, l'any 1964, pel Mercat de Sant Gervasi. L'antic camí es caracteritzava per tenir un pendent pronunciat a l'arribada de l'actual cruïlla del carrer del Bisbe Sivilla. L'any 1840 es va preveure arreglar tot el carrer però les queixes dels propietaris pel fort desnivell existent davant de Can Sivilla, va forçar al consistori decidís obrir l'any 1841 un expedient per rebaixar el nivell d'aquest tram de camí, fent-se efectiu l'any 1843. El carrer Major va prendre ràpidament una important rellevància social i comercial. El 5 de setembre de 1907 fou aprovat el canvi de nom del vial pel de «carrer de Sant Gervasi». Quan, el 1927, es va aprovar el nom de passeig de Sant Gervasi, es produí una certa duplicitat amb els dos noms, especialment als serveis postals. Aquell mateix any, el 16 d'agost de 1927, el carrer passà a ser denominat amb el nom de «carrer de Sant Gervasi de Cassoles». Un dels problemes que van sorgir, donada la transcendència del carrer, fou la seva amplària. Era un carrer estret que va ser ampliat mitjançant un projecte que afectava la plaça i el passeig de la Bonanova, el 23 de juliol de 1908. No va ser fins al 21 de març de 1966 en què fou aprovat l'eixamplament de tot el carrer fins al doble de la seva dimensió anterior.